# 韓國盃 (賽馬)
韓國盃（韓語：코리아컵），是韓國馬事會（KRA）在首爾賽馬公園所舉辦供3歲或以上馬匹競逐的國際三級賽（G3），途程為泥地1800米，為韓國於秋季舉辦的國際賽之一。

## 概要
2016年7月6日，韓國馬事會宣佈將設立韓國首個國際賽事日讓世界各地賽駒競逐，韓國盃為其中一場賽事，途程設定為泥地1800米，同時頭馬獎金為5億6000萬韓元。
賽事設立之初為韓國的本地一級賽（KOR-GI），而隨着韓國賽馬逐漸發展及國際化，此賽事於2022年被評委國際三級賽（G3）。

### 出賽條件
出賽資格：3歲或以上純種馬（最大出賽馬匹數量：16匹）
- KRA所屬馬
- 外國訓練馬

負磅：分齡讓磅（3歲56公斤，4歲或以上57公斤，3歲南半球產馬受讓1.5公斤，4歲或以上南半球產馬受讓0.5公斤，雌馬受讓2公斤）

## 歷史
2016年 - 創立3歲或以上韓國一級賽（KOR-GI）「韓國盃」，於首爾賽馬公園泥地1800米舉行。
2018年 - 「霧都」成為首匹衞冕此賽事的賽駒。
2019年 - 原定升格為國際三級賽（G3）且頭馬獎金獲提升至5億7000萬韓元。然而同年因日韓貿易戰爆發，韓國馬事會宣佈不會邀請日本訓練馬參賽，賽事認受性下降下導致升格為國際三級賽的計劃推遲。
2020年 - 受到新型冠狀病毒疫情影響，本年度賽事取消。
2021年 - 由於韓國之新型冠狀病毒疫情仍未受控，本年度賽事繼續取消。
2022年 - 賽事重新舉辦，同年正式升格為國際三級賽。
2023年 - 頭馬獎金提升至8億8000萬韓元。
2024年 - 「冠威」成為第二匹衞冕此賽事的賽駒。

## 歷屆冠軍
| 屆數  | 日期          | 馬名     | 性齡 | 所属國家 | 時間   | 騎師       | 練馬師   | 馬主               |
| ----- | ------------- | -------- | ---- | -------- | ------ | ---------- | -------- | ------------------ |
| 第1屆 | 2016年9月11日 | 翠綠晶石 | 雄6  | 日本     | 1:52.3 | 藤井勘一郎 | 音無秀孝 | Carrot Farm Co Ltd |
| 第2屆 | 2017年9月10日 | 霧都     | 雄4  | 日本     | 1:50.7 | 岩田康誠   | 牧田和彌 | 薪浦亨             |
| 第3屆 | 2018年9月8日  | 霧都     | 雄5  | 日本     | 1:50.6 | 岩田康誠   | 牧田和彌 | 薪浦亨             |
| 第4屆 | 2019年9月8日  | 文學主任 | 雄4  |          | 1:53.3 | 文世英     | 鄭浩翼   | Kwon Kyung Ja      |
| 第5屆 | 2022年9月4日  | 竟功業   | 雄4  |          | 1:53.1 | 徐勝雲     | 崔杞洪   | Lee Gyeong Hui     |
| 第6屆 | 2023年9月10日 | 冠威     | 雄4  | 日本     | 1:51.5 | 川田將雅   | 新谷浩一 | 吉田照哉           |
| 第7屆 | 2024年9月9日  | 冠威     | 雄5  | 日本     | 1:51.8 | 橫山武史   | 新谷浩一 | 吉田照哉           |

## 來自戰線
以下列表列出歷屆冠軍上次出賽賽事及上次勝出賽事：
| 詳細戰線列表 |          |              |        |       |              |         |
| 年份         | 馬匹     | 上次出賽賽事 | 級別   | 名次  | 上次勝出賽事 | 級別    |
| 2016         | 翠綠晶石 | 帝王賞       | JpnI   | 第5名 | 大尾光紀念   | JpnII   |
| 2017         | 霧都     | 榆樹錦標     | GIII   | 冠軍  | 同左         | 同左    |
| 2018         | 霧都     | 榆樹錦標     | GIII   | 殿軍  | 韓國盃       | KORGI   |
| 2019         | 文學主任 | 釜山市長盃   | KORGII | 亞軍  | YTN盃        | KORGIII |
| 2020         | 停辦     | 停辦         | 停辦   | 停辦  | 停辦         | 停辦    |
| 2021         | 停辦     | 停辦         | 停辦   | 停辦  | 停辦         | 停辦    |
| 2022         | 竟功業   | 釜山市長盃   | KORGII | 冠軍  | 同左         | 同左    |
| 2023         | 冠威     | 帝王賞       | JpnI   | 亞軍  | 阿聯酋打吡   | GII     |
| 2024         | 冠威     | 水星盃       | JpnIII | 冠軍  | 同左         | 同左    |

## 外部連結
- 韓國馬事會官方網頁 （页面存档备份，存于）